# Păltiniș (okręg Harghita)
Păltiniș (węg. Kecset) – wieś w Rumunii, w okręgu Harghita, w gminie Lupeni. W 2011 roku liczyła 455 mieszkańców.